# Вологодская областная универсальная научная библиотека имени И. В. Бабушкина

## История
Вологодская Советская Публичная библиотека была открыта 9 февраля 1919 года в бывшем здании Дворянского собрания (сейчас ул. Лермонтова, 21). Её фонд был сформирован за счёт национализации библиотек из дворянских усадеб, библиотек Вологодской духовной семинарии и Вологодской губернской мужской гимназии, а также из личных библиотек горожан.
Отдельные экземпляры книг поступили в Вологду из Тотемского Спасо-Суморина монастыря, библиотеки Великоустюжской семинарии, Михайло-Архангельского монастыря (Великий Устюг), местных церковных приходов, жандармского управления. Коллекцию значительно пополнили издания, полученные из Петрограда (так называемый Петроградский фонд). К моменту открытия фонд Публичной библиотеки составлял около полутора тысячи томов.
Интенсивная работа библиотекарей по сбору, записи, классификации книг, составлению каталогов позволила читателям уже через полгода пользоваться фондом, состоящим из пятнадцати тысяч томов. С момента организации библиотека начинает заниматься методической работой, становится библиотекой губернского значения.
Первоначальный коллектив библиотеки составлял двенадцать человек. Своей задачей сотрудники считали, наряду с накоплением богатых книжных материалов, и культурно-просветительскую деятельность. Читальный зал библиотеки работал до 11 часов вечера, а в праздники — до 12 часов ночи. За первый год работы в библиотеку записалось 2608 читателей, выдано более 20 тысяч экземпляров книг. Ежедневно библиотеку посещали около полусотни читателей.
В 1922 году для читателей открывается отдел выдачи книг на дом, при библиотеке работает «Общество друзей книги». В 1924 году в библиотеке создаётся справочный стол, который в 1927 году становится самостоятельным справочным, библиографическим и краеведческим отделом. При библиотеке создаётся библиографическая комиссия, занимающаяся изучением литературы по Северному краю. В 1926 году в библиотеке издаётся первый указатель литературы «Библиография Севера». Начиная с этого момента, библиотека получает обязательный экземпляр всех книг, изданных в Вологде и Вологодской губернии.
В 1938 году в связи с образованием Вологодской области городская библиотека преобразована в областную. Её фонд к этому времени составил 14,5 тысяч томов.
Во время Великой Отечественной войны библиотека продолжала работу с читателями: обслуживала эвакогоспитали, санитарные поезда, предприятия оборонного значения. За годы войны библиотекарями скомплектованы фонды для 62 библиотек освобождённых районов, передано 37 тысяч книг.
В послевоенные годы библиотека остаётся крупным культурным и организационно-методическим центром. Возрастает количество читателей, появляются новые формы работы. Насущная потребность расширения площадей для информационного обслуживания жителей Вологодской области приводит к принятию Постановления Вологодского областного исполнительного комитета о строительстве по адресу ул. М. Ульяновой д. 1 нового здания библиотеки по типовому проекту на 500 тысяч томов (архитектор А. В. Машинский), торжественное открытие которого состоялось 24 декабря 1963 года.
В январе 1964 года библиотеке присвоено имя земляка-революционера Ивана Васильевича Бабушкина. С принятием типового устава областных библиотек её статус определялся как государственная научная библиотека универсального профиля.
С 1993 по 2012 год бессменным директором библиотеки была заслуженный работник культуры РФ Нэлли Николаевна Белова .
К 80-летнему юбилею библиотеки Губернатором Вологодской области В. Е. Позгалёвым было принято решение о передаче библиотеке здания, построенного в стиле «модерн» в начале XX века.

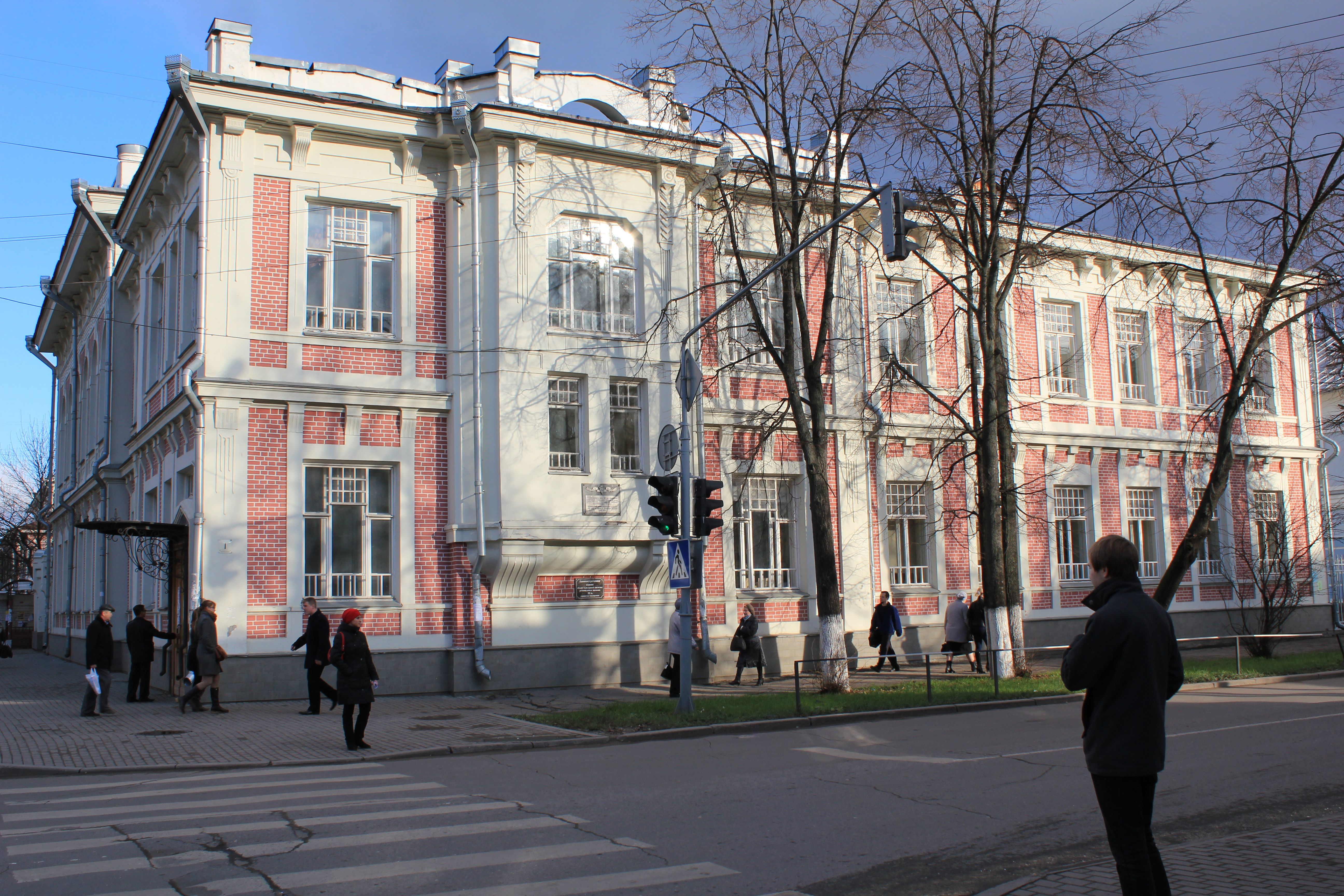
Здание Вологодской областной библиотеки (дом № 7 по улице М. Ульяновой)

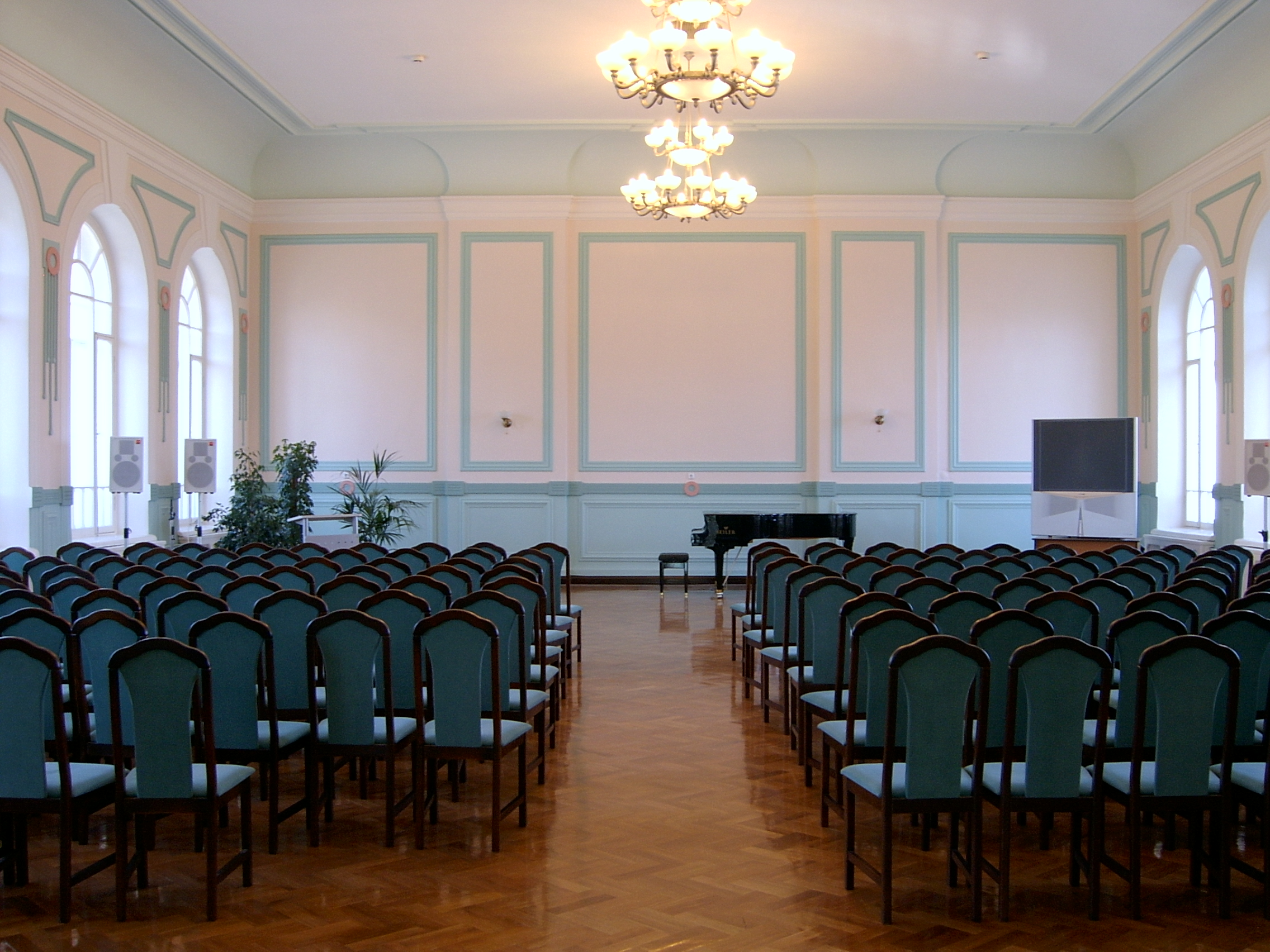
Большой зал ВОУНБ

С этого периода начался третий этап в жизни библиотеки. Само здание имеет очень богатую историю. В зале, который восстановлен в своём первоначальном великолепии, в прошлые времена бурлила активная жизнь. Здесь собирались горожане на выступления знаменитой певицы А. Вяльцевой, балерины О. Преображенской, известного тенора А. Александровича, на концерты императорских оркестров Санкт-Петербурга, Милана, Варшавы, учеников А. Дункан, выступления К. Бальмонта, Ф. Сологуба, на просветительские лекции Питирима Сорокина. В послереволюционные годы здесь проходили митинги, съезды, конференции. И сегодня это любимое место многих посетителей библиотеки.
В новом здании библиотеки разместилась часть специализированных отделов, обслуживающих читателей, и конференц-зал, оснащённый современным акустическим оборудованием. Здесь проходят научные конференции, семинары, встречи, выставки, презентации, концерты и литературные вечера.
В настоящее время фонды библиотеки составляют более 1,2 миллиона книг, периодических изданий, патентов, аудио- и видеозаписей, «говорящих книг», микрофильмов, нотных изданий, баз данных на электронных носителях. Библиотека обеспечивает для своих читателей доступ к некоторым платным полнотекстовым Интернет-ресурсам, в том числе к ресурсу РГБ «Диссертации России», активно создаются собственные полнотекстовые базы данных, прежде всего краеведческие, которые объединяются в ресурс «Память Вологды».
Сегодня количество виртуальных читателей даже превышает число реальных посетителей библиотеки: в библиотеку приходят около 350 тысяч читателей в год, а сайт посещают более 550 тысяч пользователей.
В соответствии с требованиями времени изменилась структура библиотеки: открылся небольшой виртуальный читальный зал, где можно работать с полнотекстовой электронной базой «Диссертации России» и информационно-аналитического агентства «Интегрум». В информационно-сервисном отделе можно получить правовую, социальную, экономическую и прочую информацию с помощью компьютерных технологий. В отдел искусств и медиаресурсов поступают лучшие видеофильмы, музыкальные диски, звуковые книги. Отдел просветительских программ, открытый на средства Президентского гранта, активно продвигает книгу и организует культурно-просветительские мероприятия. Отдел внутриобластного книгообмена осуществляет проект «Библиотека на колёсах» по доставке книг населению области. В конце XX — начале XXI века начинают расширяться международные контакты. Открылись зарубежные информационные центры. Начались стажировки сотрудников областной библиотеки в крупнейших библиотеках мира. По обмену опытом приезжают коллеги из-за рубежа.
Сегодня библиотека стала многофункциональной. Работает обучающий центр, дающий основы компьютерной грамотности. При библиотеке активно действуют Вологодское общество изучения Северного края и филиал Русского Генеалогического общества. Проводятся консультации для желающих составить свою родословную.
Ведётся работа по изданию материалов конференций, методических пособий, библиографических указателей.
C 1994 года Вологодская областная библиотека является членом Российской библиотечной ассоциации. С 17 по 22 мая 2009 года в Вологде проходила XIV Ежегодная конференция РБА — крупнейший форум российских библиотечных специалистов.
В 2012 году после скоропостижной кончины Нэлли Беловой библиотеку возглавила Буханцева Татьяна Николаевна.

## Структура ВОУНБ им. И. В. Бабушкина
Ул. М. Ульяновой, д. 1
- Дирекция
- Отдел комплектования и обработки литературы
- Отдел автоматизации
- Хозяйственный отдел
- Отдел обслуживания

Сектор естественнонаучной и технической литературы
Абонемент
- Отдел хранения основного фонда
- Отдел библиографии и краеведения

Сектор межбиблиотечного книгообмена и электронной доставки документов
Сектор краеведения
- Отдел методической работы

Сектор внутрисистемного книгообмена

Ул. М. Ульяновой, д. 7
- Отдел искусств и медиаресурсов
- Отдел литературы на иностранных языках
- Информационно-сервисный центр

Сектор «Интернет-центр»
- Отдел просветительских программ

### Информационно-сервисный центр
Любой человек, если он даже не является читателем областной научной библиотеки, может обратиться к сотрудникам информационно-сервисного центра за необходимой ему информацией.
Основной задачей отдела является информационное обслуживание пользователей библиотеки и оказание им услуг с использованием электронных баз данных и компьютерного оборудования.
Пользователям предоставляется возможность самостоятельно поработать в программах Word, Excel, Adobe Photoshop, FineReader, обратиться к ресурсам сети Интернет. В отделе имеется возможность получить доступ к правовым базам Гарант и КонсультантПлюс, а также к базе периодических изданий информационно-аналитического агентства «Интегрум».
Сотрудники отдела консультируют пользователей по работе с информационными технологиями, организуют обучение различных групп населения применению Интернет-технологий.
Принимаются от читателей запросы на поиск информации различного профиля в Интернете.
Отдел поддерживает справочно-информационную службу удаленного доступа на сайте областной научной библиотеки «Виртуальная справка» 

При информационно-сервисном центре работает электронный читальный зал, предоставляющий доступ к электронной библиотеке Диссертаций РГБ, в которой находятся электронные версии защищенных в России научных трудов на соискание ученых степеней кандидата и доктора наук.
Функционирует «Интернет-центр», который выполняет две основные задачи: предоставление компьютеров для бесплатного выхода в Интернет и проведение бесплатных курсов и семинаров по основам компьютерной грамотности.
Зал осуществляет свою деятельность при непосредственной поддержке некоммерческой корпорации «Прожект Хармони Инк» Архивная копия от 25 декабря 2008 на Wayback Machine (США) и на своей базе реализует проект «Открытый мир информационных технологий» (Information Dissemination and Equal Access, IDEA). Проект направлен на развитие информационной грамотности и культуры населения российских регионов, повышение качества образования и уровня социального и культурного развития.
На базе зала Интернет-технологий создан Учебный центр IDEA — компьютерный класс, в котором проводится методическая, образовательная и консультационная работа с населением, также предоставляется бесплатный доступ к информационным ресурсам сети Интернет. Учебный центр IDEA проводит обучение по учебной программе Microsoft Unlimited Potential, а также по собственным учебным программам, ориентированным на потребности населения.
На базе учебного центра IDEA проводятся занятия, тренинги и семинары по обучающей программе «Мир безграничных возможностей», разработанной специалистами корпорации Microsoft, которая предлагает пользователям широкий выбор учебных курсов от «Основ работы с компьютером» до «Основ работы с базами данных».

### Сектор внутрисистемного книгообмена отдела методической работы
Содержательная сторона деятельности сектора сосредоточена на формировании фонда изданий для книгообмена с библиотеками области, сотрудничестве по комплектованию фонда отдела с ведущими издательствами страны и области. Для этого сотрудники сектора отбирают издания для последующего приобретения, формируют заказ на комплектование отобранных изданий и, наконец, отправляют в районные библиотеки книги из фондов научной и детской областных библиотек.
Таким образом реализуется проект продвижения книги в вологодскую глубинку — «Библиотека на колесах». Вместе с книгами в районы выезжают методисты из областной научной библиотеки, помогают словом и делом. Проект поднимает престиж районных и сельских библиотек, активизирует их досугово-просветительскую работу, а главное помогает жителям вологодских сел и деревень почувствовать внимание к себе и не ощущать свою оторванность от центров образования и культуры.
Сектор также выполняет функции Коллектор библиотечный // Большая советская энциклопедия : [в 30 т.] / гл. ред.  А. М. Прохоров. — 3-е изд. — М. : Советская энциклопедия, 1969—1978. муниципальных библиотек через сложившуюся и устоявшуюся традицию дарения книжной продукции между издательствами и библиотеками Вологодской области.

### Сектор естественнонаучной и технической литературы
В данном секторе представлена естественнонаучная, медицинская, экономическая и научно-техническая литература по всем направлениям производственной деятельности.
Фонд отдела содержит более двенадцати тысяч изданий (книги, справочники, методическая литература, техническая библиография), около трехсот тысяч описаний изобретений, около ста пятидесяти наименований периодических изданий.
Отдел располагает обширным фондом патентов, начиная с 1974 года. Осуществляется удалённый доступ к БД «Патенты России». Полные тексты ГОСТов Российской Федерации располагаются в электронной базе данных «Стандарт-плюс». Консультации по использованию патентов и ГОСТов дает опытный патентовед.
Сотрудники отдела поддерживают плодотворные долголетние контакты с Вологодским центром научно-технической информации Вологодский ЦНТИ, Вологодским техническим и педагогическим университетами, промышленными предприятиями и предприятиями малого бизнеса Вологды и области в разработке инвестиционных и научно-технических проектов.
Специалисты отдела выполняют справки по различным отраслям науки и техники, осуществляют тематический подбор информационных материалов.

### Сектор краеведения отдела библиографии и краеведения
Сотрудники сектора занимаются выявлением, сбором и распространением знаний о Вологодской области, зафиксированных в произведениях печати, выявлением краеведческих документов и местных изданий по библиографическим источникам, формируют систему краеведческих библиографических пособий и указателей местных изданий, предоставляют пользователям библиотеки информацию краеведческой тематики.
Здесь сосредоточен фонд краеведческой литературы по экономике, экологии, истории, искусству, литературоведению и другим отраслям знаний.
Краеведческий справочно-библиографический аппарат отражает весь выявленный материал о Вологодском крае с XIX века по настоящее время. С 1994 года ведется электронный краеведческий каталог.

### Отдел хранения основного фонда
Старейший отдел областной научной библиотеки, его открытие состоялось в 1919 году. Одновременно отдел является самым большим и значительным отделом в библиотеке (на 1 января 2009 года общий фонд отдела составил 569 523 экземпляра, в том числе: 335 676 книг, 228 062 журнала, 5246 годовых комплектов газет, а также других видов изданий).
Основной задачей отдела является организация, хранение и предоставление для использования в читальном зале и других отделах библиотеки фондов основного хранения, а также оказание методической помощи библиотекам области, имеющим фонды основного хранения.
Отдел располагается на пяти ярусах, два из которых занимают периодические издания. В фонде хранятся 1630 названий журналов с 1918 года и около 600 названий газет с 1898 года. Отдел является областным депозитарием краеведческой литературы и местной печати. Также в фонде отдела собираются копии с дореволюционных краеведческих изданий, выявленных в библиотеках и музеях области.
Выполняя свои основные функции, в отделе ведутся топографические каталоги на все подсобные фонды отделов библиотеки, обеспечивается сохранность фондов, организуются переплетные работы, ведется работа по отбору на депозитарное хранение изданий проверки фондов.
В фонде отдела хранятся более восьмидесяти тысяч томов редких книг, общие хронологические рамки которых очерчены XVI—XX веками. Коллекция редких изданий отражена в библиографическом справочнике «Русская книга XVI—XVIII веков в фондах Вологодской областной библиотеки», подготовленном в 1980 году Е. А. Соболевой.
Редкие книги хранятся по коллекционному принципу: рукописные и литографированные издания XVIII—XX веков, западноевропейские издания XVI—XX веков, издания кириллической печати XVI—XX веков. Из старопечатных книг в фонде имеются издания первых десятилетий русского книгопечатания, книги учеников Ивана Федорова.
В отделе хранятся издания XVIII века, напечатанные гражданским шрифтом (1708—1799), в том числе книги петровского времени (1708—1725), издания Н. И. Новикова (120 экз.), прижизненные издания М. В. Ломоносова, М. М. Хераскова, В. К. Тредиаковского, А. Д. Кантемира, Лексиконы, словари, судебники, лечебники, издания Вольтера, П. Корнеля, Ж.-Б. Мольера, Ш. Л. Монтескьё.
Имеются издания первой четверти XIX века. Среди них прижизненные издания Н. М. Карамзина, К. Н. Батюшкова, А. С. Пушкина и других писателей; переводная французская, немецкая и английская литература.
Особый интерес представляют книги русской нелегальной и запрещённой печати XIX—XX веков, в том числе лондонские издания Вольной русской типографии А. И. Герцена и Н. П. Огарёва, альманахи «Колокол» и «Полярная звезда».
В библиотеке имеется коллекция книг с автографами выдающихся общественных деятелей, учёных, писателей XIX—XX веков. Среди них автографы Матвея Мудрова, святителя Игнатия (Брянчанинова), Всеволода Гаршина, Владимира Гиляровского, Павла Савваитова, Александра Яшина, Василия Белова и других деятелей науки и культуры.
Выделены в особые коллекции издания, редкие по художественному оформлению, факсимильные и репринтные, малотиражные, образцы полиграфического исполнения, переплетного искусства, книги издательства «Academia» (1922—1937), миниатюрные и малоформатные издания, издания революционно-демократической и марксистской печати 1905—1907 годов, сатирические журналы 1905—1907 годов.
В 2007 году завершено создание электронного архива публикаций газеты «Вологодские губернские ведомости»Вологодские губернские ведомости. Проводится большая работа по оцифровке наиболее ценных краеведческих изданий дореволюционного времени.
Сотрудники отдела ведут большую научно-исследовательскую, издательскую и выставочную деятельность. Ни одно культурно-просветительское мероприятие не обходится без выставок-просмотров изданий из отдела редкой книги.
В рамках Общероссийского свода книжных памятников Вологодская областная научная библиотека в 2008 году начала работу по созданию регионального свода «Книжные памятники Вологодской области».

### Отдел искусств и медиаресурсов
Областная научная библиотека давно уже живёт не «книгой единой». Библиотека приобретает музыкальные компакт-диски, видеофильмы, аудиокниги. В 2003 году был создан медиазал, где любой желающий мог послушать музыку, посмотреть фильм, взять на дом под залог компакт-диск или видеокассету.
В 2012 году путём слияния Медиазала и Музыкально-нотного отдела был образован «Отдел искусств и медиаресурсов». Отдел располагает обширной коллекцией отечественного кинематографа и музыки на CD. Коллекции отдела постоянно пополняются. Основные принципы отбора — высокое художественное качество и актуальность. В отделе имеется собрание самых известных спектаклей лучших театров страны. Также отдел располагает обширной коллекцией нот, комплектуется новейшей литературой по всем отраслям искусства.

### Отдел просветительских программ
В библиотеке уже несколько лет успешно работает Отдел просветительских программ, организующий деятельность по продвижению книги, чтения, проводящий различные мероприятия, акции, конкурсы, объединяющий вокруг себя любителей хорошей книги.
Просветительская деятельность осуществляется в рамках пропаганды и популяризации творчества современных писателей. За последние годы были организованы крупные литературные вечера к юбилейным датам вологодских писателей (О. Фокина, Б. Чулков, А. Грязев). Приглашались с выступлениями в библиотеке Л. Петрушевская, Л. Улицкая, И. Шайтанов, С. Алексеев, А. Немзер, А. Варламов, С. Гандлевский.
Сотрудниками отдела каждый год организуется читательский конкурс «Вологда читающая» по продвижению чтения и книги.
В отделе работает постоянная выставка и экспресс-библиотека новинок российской прозы. Здесь можно найти информацию о современных российских писателях и поэтах, литературных премиях, объединениях и союзах писателей; обо всех предстоящих литературных событиях, юбилеях.
Популярностью у вологжан пользуются «ВСТРЕЧИ С ВОЛОГОДСКОЙ КНИГОЙ» — цикл презентаций книг, которые выходят в вологодских издательствах.
Сотрудники отдела координируют проект «Итоги литературного года». Проект стартовал в 2005 году. В рамках проекта проходят творческие отчёты поэтов и писателей из глубинки области, встречи с профессиональными поэтами и писателями, творческие семинары.
С 2012 года работники отдела занимаются подготовкой и проведением ежегодной социокультурной акции «Библионочь».